# Sue Marx
Sue Marx, geb. Suzanne Gothelf (* 17. November 1930 in Yonkers, New York; † 17. Juli 2023 in Birmingham, Michigan) war eine US-amerikanische Filmproduzentin und -regisseurin.

## Leben
Suzanne Gothelf kam als Tochter des Künstlers Louis Gothelf und dessen Ehefrau Leona in Yonkers zur Welt. Sie wuchs in Wisconsin und Indiana auf und studierte zunächst an der Indiana University, wo sie 1952 mit dem Bachelor abschloss. Danach arbeitete sie in einer Werbeagentur in Chicago, bevor sie nach Detroit zog. Sie unterrichtete zwei Jahre Englisch in Royal Oak. 1953 heiratete sie den als Mediator tätigen Stanley „Hank“ Marx († 2007) und bekam mit ihm zwischen 1955 und 1959 drei Töchter.
Marx erlangte 1962 einen Masterabschluss in Sozialpsychologie an der Wayne State University. Sie arbeitete zeitweilig als Fotomodell und als Fotografin für verschiedene Detroiter Zeitungen. 1970 trat sie eine Stelle als Associate Producer bei dem Detroiter Fernsehkanal WWJ-TV Channel 4 (später WDIV-TV) an. Dort produzierte und schrieb sie für Gilbert Maddox’ wöchentliche Doku-Show Profiles in Black (1969–1976), in der Interviews mit bekannten Afroamerikanern wie Rosa Parks, Marvin Gaye und Stevie Wonder gezeigt wurden.
1980 gründete Marx in Detroit das Produktionsunternehmen Sue Marx Films, Inc. (SMF), das ab 1990 in Royal Oak und ab 2000 in Birmingham, Michigan,  ansässig war. Zusammen mit Pamela Conn produzierte sie 1987 den Dokumentarfilm Young at Heart. Dieser handelt von der Beziehung zwischen Marx’ verwitwetem Vater Louis Gothelf und Reva Shwayder, die sich im Alter von 84 bzw. 83 Jahren kennen und lieben lernten. Der Film wurde von PBS, BBC sowie CBC ausgestrahlt und gewann verschiedene Awards. Bei der Oscarverleihung 1988 wurden Marx und Conn für Young at Heart mit dem Oscar in der Kategorie „Bester Dokumentar-Kurzfilm“ ausgezeichnet. SMF produzierte ansonsten hauptsächlich Bildungs- und Werbefilme, häufig mit Bezug zu Detroit. Es entstanden unter anderem Filmporträts von dort ansässigen Künstlern sowie eine Reihe von Kurz-Dokumentationen für und über den Detroit Zoo.
1988 wurde Sue Marx von den Detroit News zu einem der „Michiganians of the Year“ gewählt. 1996 erhielt sie den Distinguished Woman’s Award der Northwood University in Midland.
Im September/Oktober 2020 fand im Birmingham Bloomfield Art Center die Einzelausstellung „Photographs by Sue Marx. Images from History: People Who Defined Detroit in the 1960s“ statt. Diese zeigte eine Auswahl der von Marx in den 1960ern aufgenommenen Fotografien von Detroiter Persönlichkeiten.
2015 bestätigte sie, keine Filme mehr drehen zu wollen.
2023 starb Sue Marx im Alter von 92 Jahren in ihrem Zuhause in Birmingham. Ihr Nachlass befindet sich in der Bentley Historical Library der University of Michigan.

## Filmografie (Auswahl)
- ab 1970: Profiles in Black (TV-Dokumentarserie)
- 1979: John Glick. An Artist and His Work (Dokumentar-Kurzfilm)
- 1980: Carole Morisseau and the Detroit City Dance Company (Dokumentar-Kurzfilm)
- 1980: Michael Hall: Sculptor (Dokumentar-Kurzfilm)
- 1981: Gerhardt Knodel, an Artist and his Work (Dokumentar-Kurzfilm)
- 1982: Jim Pallas: Electronic Sculptor (Dokumentar-Kurzfilm)
- 1987: A Touch of Glass (Dokumentar-Kurzfilm)
- 1987: Young at Heart (Dokumentar-Kurzfilm)
- 1988: Encore On Woodward: Detroit’s Fox Theater (Dokumentar-Kurzfilm)
- 1989: Art in the Stations: Detroit People Mover (Dokumentar-Kurzfilm)
- 1992: The Journey of the Chandler-Pohrt Collection (Dokumentar-Kurzfilm)
- 1992: National Geographic Explorer (TV-Dokumentarserie, eine Folge)
- 1995–2001: The Detroit Zoo Video Series (Dokumentar-Kurzfilm-Serie)
- 1997–2004: The Cranbook Series (Dokumentar-Kurzfilm-Serie)
- 2004: From Animal Showboat to Animal Lifeboat (Dokumentar-Kurzfilm)
- 2009: Detroit Remember When: the Jewish Community (Dokumentar-Kurzfilm)
- 2015: Go Far: The Christopher Rush Story (Dokumentarfilm)